# Pomponius Bassus (Konsul 211)
Pomponius Bassus war ein römischer Politiker und Senator Anfang des 3. Jahrhunderts. 
Sein Vater war wahrscheinlich Gaius Pomponius Bassus Terentianus, Suffektkonsul um 193. Bassus war 211 ordentlicher Konsul und zwischen 212 und 217 Legat von Mösien (inferior oder superior). 
Bassus war mit Annia Faustina verheiratet, die von dem Konsul Claudius Severus abstammte, dem Schwiegersohn des Kaisers Mark Aurel. Wahrscheinlich war sie eine Urenkelin Mark Aurels und seiner Gattin Annia Galeria Faustina, die als Faustina die Jüngere bekannt ist. Bassus’ Schwiegervater war wohl der Sohn des Claudius Severus, Tiberius Claudius Severus Proculus, der im Jahr 200 das ordentliche Konsulat bekleidete. Nachfahren, möglicherweise Enkel, des Pomponius Bassus und der Annia Faustina waren wahrscheinlich Pomponia Ummidia und der Konsul des Jahres 271, Pomponius Bassus.
Kaiser Elagabal beschuldigte Bassus, er habe kaiserliche Maßnahmen kritisiert. Dies wurde als Hochverrat betrachtet. Daher ließ Elagabal Bassus töten. Das Todesurteil ließ er nachträglich vom Senat verhängen. Dabei verzichtete er auf die Angabe von Beweisen für den angeblichen Hochverrat und begründete dies damit, dass der Konsular bereits tot sei. Der zeitgenössische Geschichtsschreiber Cassius Dio behauptet, Elagabal habe den Tod des Bassus angeordnet, um Annia heiraten zu können, die „schön und von vornehmer Herkunft“ gewesen sei, und er habe ihr keine Trauer um ihren ersten Gatten erlaubt. Nach neueren Forschungsergebnissen fand die Hinrichtung jedoch sehr früh statt, schon bevor Elagabal, der im Mai 218 in Syrien zum Kaiser erhoben worden war, im Sommer 219 in Rom eintraf. Der wirkliche Grund für die Beseitigung des Bassus war somit nicht der erst später gefasste Heiratsplan des Kaisers. Vermutlich befürchtete Elagabal, Bassus könne aufgrund seiner Ehe mit einer Nachfahrin Mark Aurels Anspruch auf die Kaiserwürde erheben.